# Frontera entre Benín y Níger
La frontera entre Benín y Níger es el límite que separa Benín y Níger. Fue delimitada por la administración francesa durante el periodo colonial, durante la cual separaba dos territorios del África Occidental francesa, las  colonias de Dahomey y Níger.

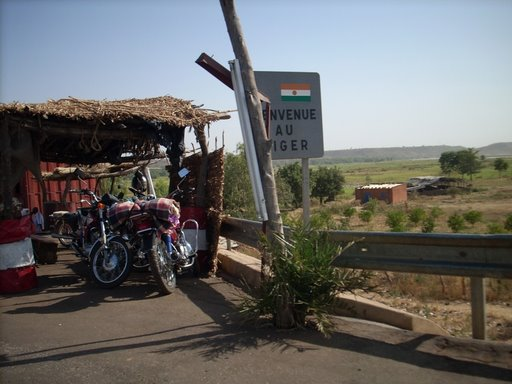
Frontera en Gaya.

Sobre la parte que sigue el curso del río Níger y en el sector del río Mékrou, esta frontera fue el objeto de un litigio que, tras una demanda de ambas partes, ha sido resuelto por un dictamen de la Corte Internacional de Justicia del 12 de julio de 2005. El conflicto se cernía sobre una veintena de islas del río Níger, de las cuales Benín sostenía que todas tenían que ser de su soberanía, mientras que Níger pedía un reparto. Se apuntó el uso del uti possidetis iuris, y el derecho colonial francés, pero también el establecimiento del thalweg (línea de los sondeos más profundos) de los cursos de agua implicados, la Corte atribuyó nueve islas en Benín y dieciséis a Níger, en especial la de Lété, que era disputada particularmente.